# Saint-Savin (Isère)
Saint-Savin település Franciaországban, Isère megyében. Lakosainak száma 4297 fő (2022. január 1.). Saint-Savin Vénérieu, Bourgoin-Jallieu, Montcarra, Ruy-Montceau, Saint-Chef és Saint-Marcel-Bel-Accueil községekkel határos.

## Népesség
A település népessége az elmúlt években az alábbi módon változott:
| Lakosok száma | 1601 | 2164 | 2466 | 3331 | 3825 | 3967 | 4076 | 4202 | 4232 | 4297 |
|               | 1968 | 1982 | 1990 | 2006 | 2013 | 2015 | 2017 | 2019 | 2020 | 2022 |